# Ruy Gonçalo do Valle Peixoto de Villas Boas
Fra Ruy Gonçalo do Valle Peixoto de Villas Boas SMOM (* 27. listopadu 1939, Porto) je portugalský profesní rytíř Maltézského řádu, který se po smrti velmistra Giacoma dalla Torre automaticky dne 29. dubna 2020 stal místodržitelem ad interim Suverénního vojenského hospitálního řádu sv. Jana v Jeruzalémě, na Rhodu a na Maltě. Byl jím až do 8. listopadu 2020, kdy úplná státní rada maltézského řádu zvolila místodržitelem úřadu velmistra Fra Marca Luzzaga. Jako řádový velkokomtur se stal řádovým místodržitelem ad interim po smrti Fra Marca Luzzaga dne 7. června 2022 a byl jím do jmenování nového místodržícího Johna T. Dunlapa dne 13. června 2022.